# Tost László
Bányavölgyi Tost László (Zboró, 1875. április 4. – Kassa, 1945. január 5.) Kassa polgármestere, magyarországi országgyűlési képviselő.

## Élete
Tost Károly (1845–1918), az Erdődy-örökösök zborói uradalmának kezelője és Graf Jusztina házasságából született; testvére Tost Barnabás (1876-1951) felsőházi tag, pápai prelátus, Kassa választott plébánosa volt.
1885-ben lett a kassai állami főreáliskola tanulója, ahol Myskovszky Viktor is oktatta, majd Lőcsén és ismét Kassán tanult, ott tett érettségi vizsgát, majd elvégezte a Kassai Gazdasági Akadémiát is. Különböző technikai szaktanfolyamokat is hallgatott. Előbb a pénzügyi közigazgatás szolgálatában helyezkedett el, mint kataszteri biztos, később pénzügyi titkár lett. Az első világháború idején tisztviselőként felmentették és 1915-ben a pénzügyminiszter megbízása alapján a kassai közalkalmazottak élelmezési csoportjának lett a vezetője. 1925-ben a cseh hatóságok nyugdíjazták.
Az Országos Keresztényszocialista Párt titkára, 1928-tól pedig a párt országos főpénztárosa volt. 1932-től Kassa város helyettes polgármestere lett. A város fejlődésében volt nagy szerepe. 1934-ben ismét életre hívta a megszüntetett magyar árvaházat, kiépítette Bankófürdőhelyet és a kassai strandfürdőt. 1938-ban emléktáblával örökíttették meg a székesegyház falában II. Rákóczi Ferenc emlékét.
Horthy Miklós kormányzó kassai ünnepélyes bevonulásakor Kassa város nevében üdvözölte a magyar államfőt. Az első bécsi döntés után polgármester és meghívott országgyűlési képviselő lett a Felvidéki Egyesült Magyar Pártból. Előbbi funkciójából fél év után nyugdíjba vonult. Tagja volt a képviselőház mentelmi bizottságának. A város megmentésért összefogást szervezett, ezért a nyilasok január 2-án elcsalták otthonából, s a város szélén, a Csermely-völgyben géppisztolysorozattal lőttek rá. Három nap múlva a műtőasztalon hunyt el.
Már 1906-ban megválasztották Sáros vármegye törvényhatósági bizottsági tagjának és azután a politikai téren is aktív maradt. Elnöke volt a Kassai Sport Clubnak, a Kassai Magyar Színpártoló Egyesületnek és a Kassai Zenekedvelők Koszorús Dalegyletének. Szervezője volt a felvidéki báloknak, melyek révén megalapította a Felvidéki Magyar Diákmenzát, amelynek helyi elnöke lett.
Felesége Horváth Mária (1875–1972), fia Tost Gyula (1903-1944) repülő alezredes, a kormányzó szárnysegédje, Ambrózy Gyula mellett a Kiugrási Iroda vezetője volt. A kiugrási kísérlet kudarca után, a nyilas puccs másnapján öngyilkos lett.